# Yoshio Sakamoto
Yoshio Sakamoto (Japans: 坂本 賀勇; Sakamoto Yoshio) (Nara, 23 juli 1959) is een Japans computerspelontwikkelaar. Sakamoto is bekend geworden als producent van de Metroid-serie van computerspellen.

## Carrière
Na het voltooien van de kunstacademie ging Sakamoto in 1982 werken voor Nintendo. Zijn eerste project was het ontwerpen van pixel art voor het Game & Watch- en arcadespel Donkey Kong. Hij ging in de jaren 80 van de twintigste eeuw spellen ontwerpen voor de Nintendo NES. Sakamoto bedacht en schreef het script voor de spelserie Famicom Detective Club.
Vanaf 1986 was hij regisseur en producent voor de Metroid-spellen die voor verschillende platforms zijn verschenen.

## Werken (selectie)
- Donkey Kong Jr. (1982, ontwerp)
- Balloon Fight (1985, ontwerp)
- Wrecking Crew (1985, ontwerp)
- Gumshoe (1986, ontwerp)
- Metroid (1986, ontwerp)
- Kid Icarus (1986, spelontwerp)
- Super Metroid (1994, regie)
- WarioWare: Touched! (2004, producent, ontwerp)
- Metroid: Zero Mission (2004, regie)
- WarioWare: Do It Yourself (2004, regie)
- Rhythm Heaven Fever (2011, producent)
- Tomodachi Life (2013, producent)
- Miitomo (2016, producent)
- Metroid: Samus Returns (2017, producent)
- Metroid Dread (2021, producent)